# LuxRender
LuxRender là một phần mềm kết xuất đồ họa mã nguồn mở dành cho sự tổng hợp ảnh với sự chính xác về mặt vật lý. Chương trình chạy trên Hệ điều hành Windows, Hệ điều hành Mac và Hệ điều hành Linux cùng với các bộ xuất sẵn có cho Blender, Cinema 4D, XSI và Maya.

## Khái quát
LuxRender chỉ tập trung vào kết xuất đồ họa 3D. Theo cách hiểu đó, thành phần được kết xuất phải được tạo trong các chương trình khác. Thành phần này sau đó được xuất ra từ ứng dụng dựng hình nơi nó được tạo để kết xuất sử dụng LuxRender.

## Lịch sử
LuxRender dựa trên PBRT, một chương trình dò tia dựa trên các quy tắc vật lý học. Mặc dù rất có khả năng cũng như được cấu trúc tốt, PBRT hướng tới sự vận dụng mang tính hàn lâm và không dễ dàng sử dụng cho các nghệ sĩ số. Vì PBRT được bảo hộ bản quyền dưới GPL, sẽ là có thể khi phát triển một chương trình mới dựa trên mã nguồn của PBRT. Với sự ủng hộ của các tác giả gốc, một nhóm nhỏ các lập trình viên đã thực hiện bước này vào tháng 9 năm 2007. Chương trình mới đó mang tên LuxRender và đã hướng tới việc sử dụng cho sáng tác nghệ thuật số. Từ trạng thái ban đầu, chương trình đã hấp dẫn nhiều lập trình viên trên khắp thế giới.

Vào 24 tháng 6 năm 2008, phiên bản chính thức đầu tiên đã được công bố. Đây là phiên bản đầu tiên được coi là đủ tính thực dụng cho mọi người trong phạm vi công cộng.

## Các đặc điểm
Một vài trong số các đặc điểm chính của LuxRender là:
- Kết xuất đồ họa thiên vị và không thiên vị (trong ý nghĩa liên quan tới giải thuật tính toán chiếu sáng): Người dùng có thể chọn giữa sự đúng đắn về mặt vật lý (không thiên vị) với tốc độ (thiên vị).
- Kết xuất trọn vẹn quang phổ: Thay vì sử dụng hệ màu RGB, toàn bộ quang phổ được sử dụng bên trong quá trình tính toán.
- Hệ thống thủ tục phân cấp và hoa văn dựa vào ảnh: Thủ tục và hoa văn dựa vào ảnh có thể kết hợp theo nhiều kiểu khác biệt, khiến nó có khả năng tạo những vật liệu phức tạp.
- Phép áp họa đồ nổi khối và phương pháp phân chia nhỏ (hình học) theo chi tiết: Dựa trên thủ tục và hoa văn, bề mặt đối tượng có thể biến đổi.
- Kết xuất mạng và kết xuất lập trình trước: Thời gian xử lý được rút ngắn bằng cách kết hợp hiệu năng của nhiều bộ vi xử lý trên nhiều máy tính.
- Phối cảnh (bao gồm) sự chuyển dịch thấu kính trong ống ngắm máy ảnh, hình chiếu trực giao và camera môi trường
- Xuất ra định dạng HDR: Kết quả xuất ra của quá trình kết xuất ảnh có thể chọn rất nhiều định dạng, bao gồm.png,.tga và cả.exr.